# ヴァンデンバーグ宇宙軍基地第8発射施設
ヴァンデンバーグ宇宙軍基地第8発射施設（英: Vandenberg Space Force Base Space Launch Complex 8, SLC-8）はヴァンデンバーグ宇宙軍基地の発射台の一つ。ミノタウロスロケットの打上げに使用されている。元々はカリフォルニア州のスペースポートで、CLF（Commercial Launch Facility）またはSLF（Space Launch Facility）として知られていた。
2010年9月の時点で、ミノタウロスI5基、ミノタウロスIV2基の計7基がSLC-8から打上げられた。